# Herman Hałuszczenko
Herman Wałerijowycz Hałuszczenko, ukr. Герман Валерійович Галущенко (ur. 1 maja 1973 we Lwowie) – ukraiński prawnik i urzędnik państwowy, w latach 2021–2025 minister energetyki, od 2025 minister sprawiedliwości.

## Życiorys
Absolwent prawa na Lwowskim Uniwersytecie Państwowym (1995) oraz zarządzania międzynarodowego na Ukraińskiej Akademii Handlu Zagranicznego (2002). Uzyskał stopień kandydata nauk prawnych. Pracował m.in. jako prawnik w jednym z przedsiębiorstw, prokuraturze obwodu lwowskiego i ministerstwie spraw zagranicznych. W latach 1997–2010 był urzędnikiem w Administracji Prezydenta Ukrainy, pełnił m.in. funkcję zastępcy kierownika wydziału. W latach 2011–2013 był dyrektorem departamentu w resorcie sprawiedliwości. W 2012 został wykładowcą międzynarodowego prawa prywatnego na Kijowskim Uniwersytecie Narodowym im. Tarasa Szewczenki. Od 2013 do 2014 był dyrektorem wykonawczym do spraw prawnych w NAEK „Enerhoatom”, w 2020 powołany na wiceprezesa tej kompanii.
W kwietniu 2021 objął urząd ministra energetyki w rządzie Denysa Szmyhala. W lipcu 2025 przeszedł na stanowisko ministra sprawiedliwości w nowo powołanym gabinecie Julii Swyrydenko.

## Odznaczenia
Odznaczony Orderem Daniela Halickiego (2009).